# Michal Klec
Michal Klec (ur. 5 grudnia 1995 w Żylinie) – słowacki piłkarz występujący na pozycji pomocnika w polskim klubie Chełmianka Chełm. W swojej karierze grał także w takich klubach jak MŠK Žilina, FK Senica, Fotbal Trzyniec, FK Pohronie i Puszcza Niepołomice. Były młodzieżowy reprezentant Słowacji.

## Sukcesy

### Klubowe
MŠK Žilina
- Mistrzostwo Słowacji: 2016/2017